# Nossa Senhora Achiropita
Nossa Senhora Achiropita é um dos títulos atribuídos a Maria, mãe de Jesus, que está inscrito na catedral de Rossano, na Calábria. No Brasil, as manifestações colectivas tiveram início em 1908, em uma residência particular no bairro do Bixiga, em São Paulo. Em sua homenagem, a festa da padroeira Nossa Senhora Achiropita é celebrada no bairro anualmente ao mês de agosto.

## Origem e História: Nossa Senhora Achiropita

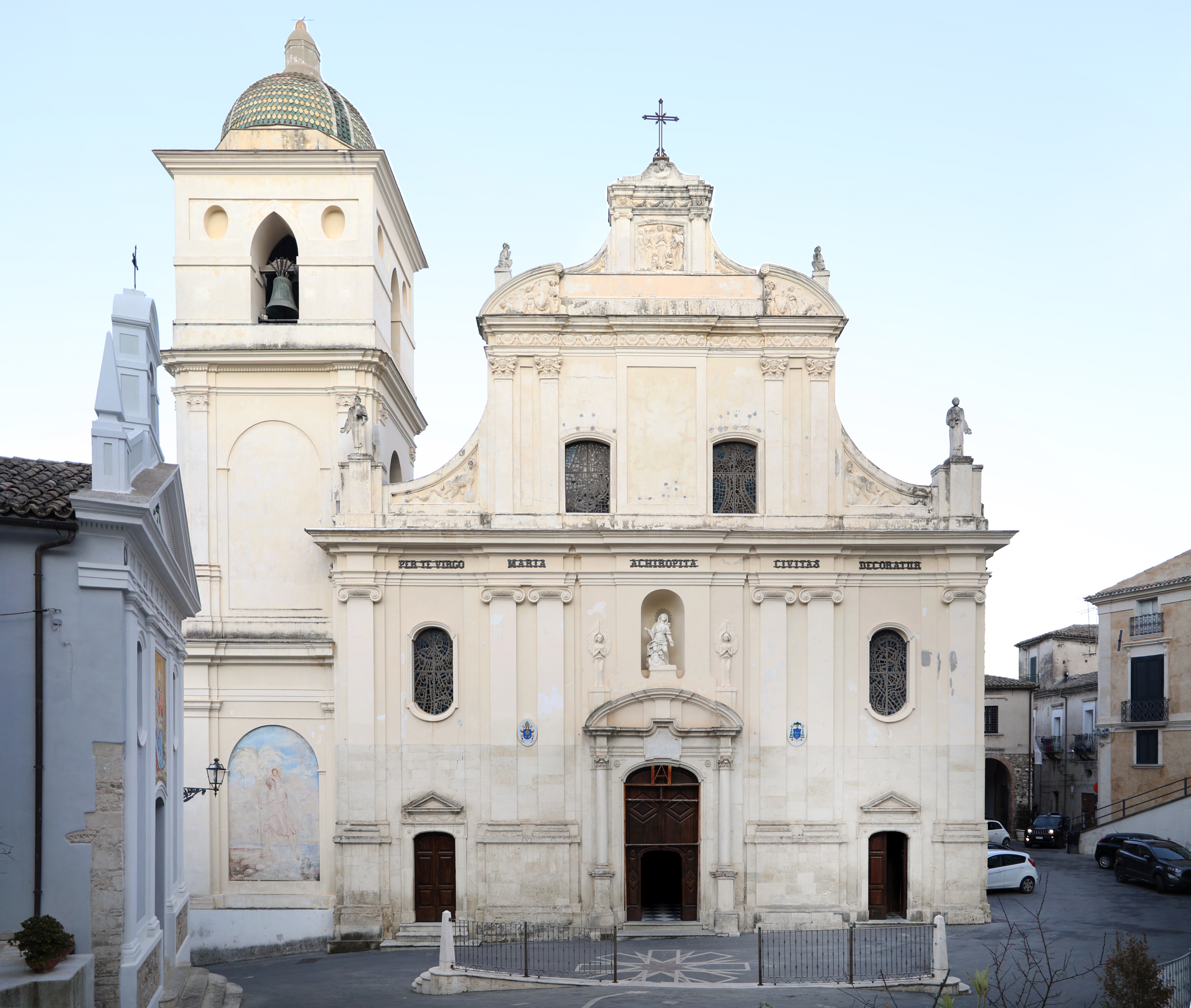
A catedral de Rossano, lugar da aparição da Virgem com o Menino

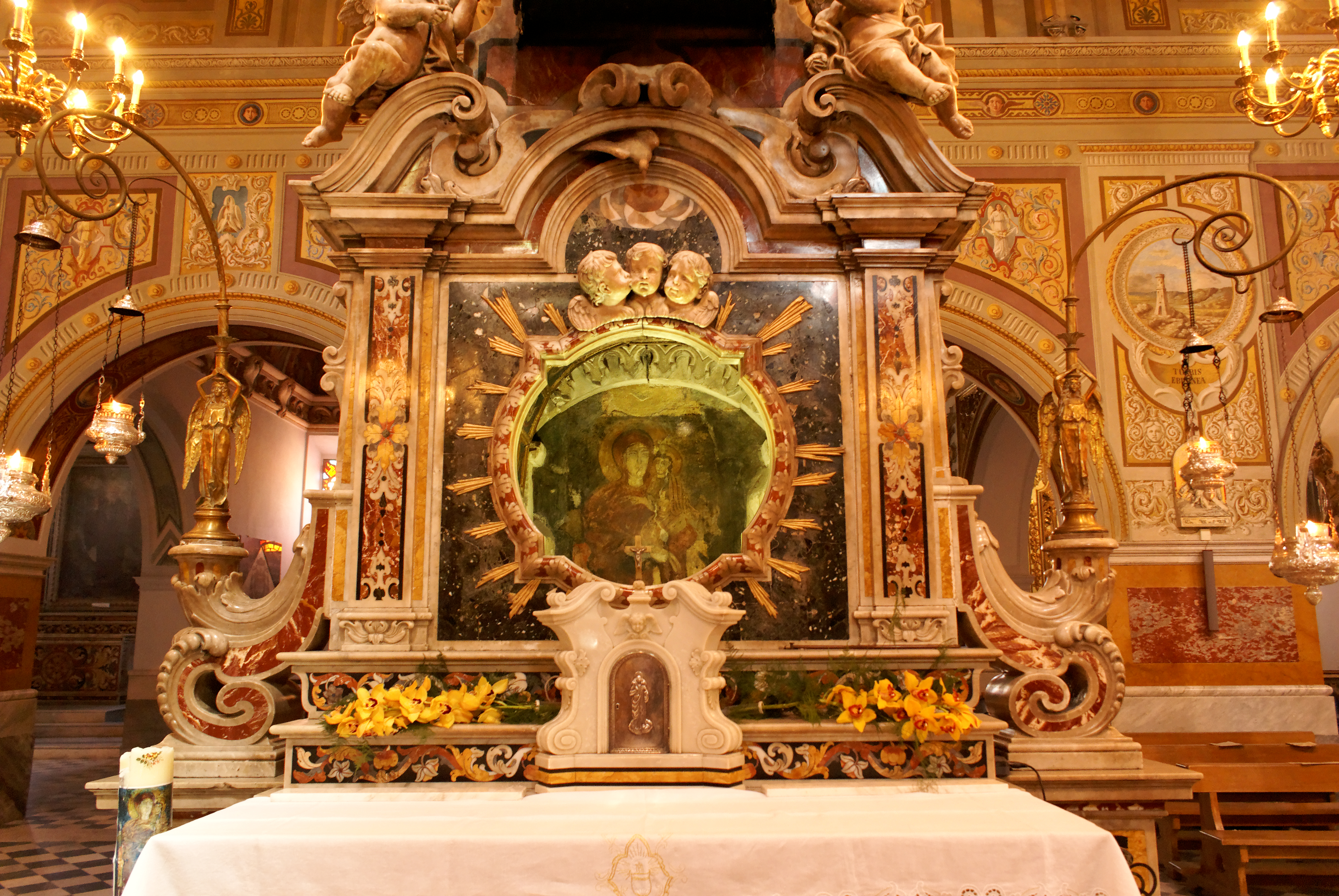
Altar da Madonna Achiropita no interior da catedral

Por volta do século VII, de acordo com a Tradição cristã, uma pintura da Virgem foi retratada de forma milagrosa em uma igreja na cidade italiana de Rossano, na Calábria. O nome Achiropita, do grego Acheiropoieta, quer dizer "não feito por mãos", no sentido de ter sido realizada por meio de uma intervenção divina, e não por mãos humanas.
Conta-se que um grande artista começara a pintar a imagem de Maria durante o dia, mas, à noite, a imagem desaparecia. Assim, foi colocado um vigia para observar a pintura, caso algum intruso estivesse obstruindo o trabalho do pintor. Certa noite, uma bela mulher com uma criança em seu colo teria insistido e conseguido permissão para entrar no santuário e rezar, pois não se pensou que ela pudesse fazer algo de errado. Como a mulher passasse muitos minutos dentro do santuário sem sair, o vigia foi ao seu encontro e, quando entrou, ficou surpreso ao descobrir a imagem da mulher e do menino estampada no lugar da pintura que sumira. Assim, impressionado, saiu gritando pelas ruas: "Nossa Senhora Achiropita! Nossa Senhora Achiropita!".
Os imigrantes italianos trouxeram para o Brasil essa devoção mariana, a qual também se cultua como protetora e mãe dos cristãos.

## Festa da Padroeira Nossa Senhora Achiropita

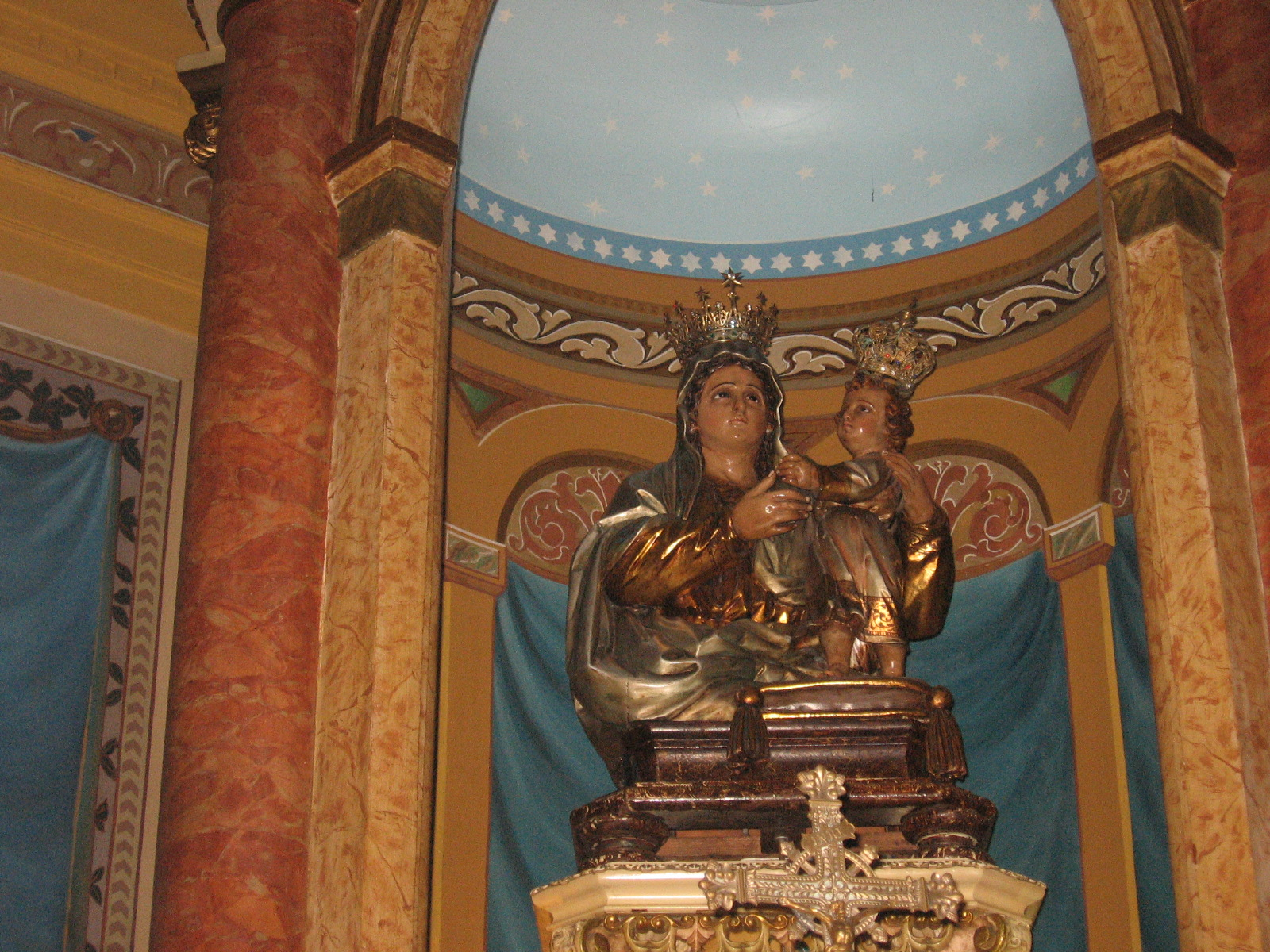
Imagem de Nossa Senhora Achiropita na igreja homônima no bairro do Bixiga, em São Paulo

Em 1908, em Bela Vista, na região conhecida como Bixiga, pela primeira vez os imigrantes italianos realizaram festas em devoção à padroeira Nossa Senhora Achiropita, inicialmente buscando arrecadar fundos para a construção de um templo a ela dedicado. O dia da Assunção de Nossa Senhora é celebrado a 15 de agosto e a festa em sua homenagem é realizada, atualmente, durante todo este mês, sendo a maior festividade religiosa da cidade de São Paulo, ocasião em que estão presentes elementos da cultura afro-brasileira.
No Brasil, é considerada a padroeira da Paróquia de Nossa Senhora Achiropita e do bairro do Bixiga.
Os festejos causam grande impacto religioso, econômico e cultural, na região, devido aos mais de 200 mil visitantes, vindos de São Paulo e de todo o Brasil. Grande parte das pessoas vão à igreja participar das missas, que ocorre de hora em hora. A Festa da padroeira Nossa Senhora Achiropita é mais conhecida no Brasil do que na própria Itália. Toda a renda arrecadada com a Festa, através do trabalho dr mais de mil voluntários durante todo o mês de agosto, financia e mantém as obras sociais promovidas pela paróquia. Em 2016 a celebração comemorou sua 90ª edição, com o tema: "No sim de Maria, a Misericórdia se revela", e contou com apresentações artísticas e mais de trinta barracas de comidas típicas, novenas, solenidades à santa, bençãos e procissões pelas ruas do bairro do Bixiga e da Bela Vista, além da presença de vários convidados civis e religiosos. Em todo o mundo, há apenas duas igrejas devotadas à Nossa Senhora Achiropita: além da Paróquia de Nossa Senhora Achiropita, em São Paulo, há a Catedral de Maria Santíssima Achiropita, que fica na Itália, na cidade de Rossano.

## Cidade de São Paulo
A cidade de São Paulo foi fundada em 25 de janeiro de 1554, pelos padres jesuítas, Manoel da Nóbrega e José de Anchieta. O nome São Paulo é atribuído a cidade, porque neste dia 25 de janeiro é celebrada a conversão do apóstolo Paulo de Tarso. Atualmente a cidade de São Paulo é o principal centro financeiro, mercantil e corporativo da América do Sul, e é a cidade mais populosa do Brasil, com cerca de 10 milhões de habitantes, sendo, também, a sétima cidade mais populosa do planeta. A cidade de São Paulo é a mais multicultural do Brasil devido a diversidade de grupos populacionais de imigrantes que aqui chegaram, vindos de todas as partes do mundo, com destaque à forte presença da comunidade italiana, pois cerca de 6 em cada 10 habitantes possuem alguma ascendência italiana, marcando presença em toda a cidade.

## Bairro Bela Vista/Bixiga
O bairro Bela Vista é também chamado bairro do Bixiga, dependendo da época, é um bairro emblemático, dos mais tradicionais e é considerado o mais paulistano da cidade de São Paulo. O bairro surgiu em torno de 1870 e foi povoado por imigrantes italianos que acabavam de chegar ao Brasil, assumindo a característica cultural deste povo, o bairro ainda mantém vivas a cultura, as tradições e a religiosidade. O bairro Bela vista ou Bixiga é um lugar onde se reúnem pessoas de ideologias comuns, entre as quais estão os intelectuais, artistas e pessoas que gostam da cultura e costumes da região, como a culinária. Com enfoque cultural o italiano Franco Zampari fundou o extinto TBC – Teatro Brasileiro de Comédia, por onde passaram artistas conhecidos, como: Cacilda Becker, Paulo Autran e Sérgio Cardoso, com referência ao Teatro de mesmo nome na região.
Pelo entorno deste bairro há outros teatros conhecidos, como Teatro: Abril, Bibi Ferreira, o Brigadeiro, o Cultura Artística e o Ruth Escobar. Ainda na cultura o bairro Bela Vista/Bixiga abriga o Museu dos Óculos Gioconda Giannini e a Feira de Antiguidades da Praça Dom Orione.
Na Feira de Antiguidades há por volta de 300 barracas que dispõem de artigos diversos, obras de arte, culinária e outras curiosidades. O bairro conta com construções históricas, como a bonita escadaria do Bixiga, unindo a parte alta do bairro, situada na rua dos Ingleses à parte baixa do bairro, situada na rua Treze de Maio, assim, permitindo o acesso ao pólo de cultura de um lado e às cantinas e feira do outro.
O Bixiga também é considerado o retrato mais fiel da Cidade de São Paulo. A região é um Pólo Cultural, e sua história pode ser pesquisada no Museu Memória do Bixiga. O bairro deixou de ser chamado, oficialmente Bexiga, em 1910, tornando-se Bela Vista, mas tradicionalmente muitas pessoas o conhecem popularmente como Bixiga.